# Il mio Papa
Il mio Papa è una rivista italiana di attualità sul papa in uscita settimanalmente dal 5 marzo 2014 sotto la guida del gruppo Mondadori. la rivista presenta edizioni estere in Spagna (mensile) e nelle Filippine (mensile).

## Storia
Il mio Papa è un settimanale Italiano di informazione sul papa, primo al mondo a trattare le vicende quotidiane del pontefice. Fondato il 5 marzo 2014, edito dal gruppo Arnoldo Mondadori Editore sotto la direzione di Aldo Vitali, Il mio papa nasce con l'intenzione di essere una rivista che approfondisca gli avvenimenti quotidiani della vita del pontefice.
Acquistando la rivista si riceve in regalo il doppio poster del Santo Padre con la frase più significativa della settimana e, all’interno di ogni numero, la storia illustrata della vita di Francesco scritta per Il mio Papa da Tiziana Lupi e pubblicata a puntate dal settimanale sotto forma di inserto removibile. Completano il giornale una rubrica sui santi della settimana, gli appuntamenti con la fede in tv e le vignette raccolte in giro per il mondo dedicate al papa. Nel primo numero della rivista è presente un servizio commemorativo che riassume l'anno di pontificato e, la settimana del 13 marzo, un dvd in allegato.Il giorno di uscita è il mercoledì, medesimo giorno in cui il papa concede l'udienza generale al pubblico.

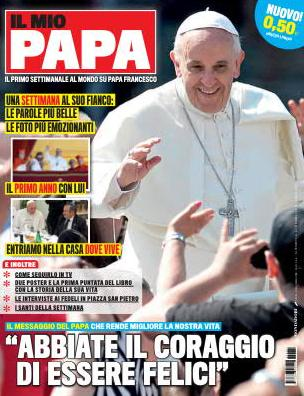
Il mio Papa del 3 marzo 2014

Dal marzo 2014, Il mio Papa è presente in altri sei paesi, in seguito all’accordo di licensing siglato con Panini Publishing (divisione del Gruppo Panini). Il mio Papa è pubblicato ogni mese in Germania (con distribuzione anche in Austria, Svizzera tedesca e Liechtenstein), Polonia e Brasile, in cui per la prima volta arriva un brand del Gruppo Mondadori. 
Le edizioni internazionali del magazine – che nei paesi di lingua tedesca si chiamerà Mein Papst, in Polonia Moj Papiez e in Brasile O meu Papa – offriranno ogni mese ai lettori una finestra sul mondo di Papa Francesco, sulla sua figura, i suoi incontri e messaggi. Mein Papst, Moj Papiez e O meu Papa presentano una prima parte dedicata all’attualità, con la cronaca degli incontri e dei viaggi del Santo Padre, l’Angelus, le sue parole, i messaggi di cambiamento, seguita da una seconda parte con le curiosità sul Pontefice e sulla sua vita quotidiana, sui Santi, ma anche sulle sue presenze in televisione, sulle sue lettere e i tweet, senza dimenticare la sua agenda. Al centro della rivista, un inserto con la storia a puntate della vita dei papi..
A Marzo 2020, con lo scoppiare dell'emergenza Covid-19, la Mondadori annuncia la sospensione del settimanale fino a data da destinarsi.

### Direttori
- Aldo Vitali (5 marzo 2014 - in carica)

## Edizioni estere

### Spagna
Dopo l'edizione Portoghese nel mese di aprile 2014 anche i lettori spagnoli hanno beneficiato di una loro rivista dedicata al papa grazie a una versione nella loro lingua di Il mio papa. La rivista è realizzata dalla Romana Editorial con l'appoggio dell'Università Cattolica di Valencia ed è diretta da Carmen Magallòn, giornalista, avvocato e fondatrice della stessa casa editrice. Di 64 pagine come il settimanale realizzato Italia, aspetto grafico praticamente invariato, il giornale spagnolo ha anche mantenuto il titolo nella lingua italiana. L'unica vera differenza col giornale italiano è la cadenza di uscita nelle edicole: una volta al mese, anziché tutte le settimane.

### Filippine
Il mio Papa arriva nelle Filippine con il nome di My Pope Philippines grazie all'accordo con la casa editrice Indochine Media Philippines. La nuova edizione internazionale della rivista è mensile e conserva la veste grafica de Il mio Papa. My Pope Philippines è disponibile in oltre 4 000 punti di distribuzione del Paese, in tutte le librerie nazionali, edicole e supermercati. Ha una tiratura complessiva per il primo mese di lancio di 50 000 di copie.